# 王質 (明朝)
王質（1392年—1444年），字夢瑾，南直隶凤阳府颍州太和县（今安徽省阜阳市太和县）人，明朝政治人物。

## 生平
舉人出身，會試禮部，中乙榜，任南阳县学训导。明宣宗宣德初擢升雲南道監察御史。以才干见称。後丁外艰去職。服闋，調湖廣調御史。英宗繼位，宣德十年（1435年）用荐升任四川布政司右參政，抚慰松潘等地土番，因布衣蔬食，被蜀人称为“青菜王”。正統三年（1438年）十二月升山东右布政使，六年十二月接替下狱的吳璽任户部右侍郎，加從二品，进阶通議大夫，八年正月充副使，持节册封襄府，三月升刑部尚書，八月因刑部强盗越狱，以钤束不严，下都察院鞫问，降为户部右侍郎。因为福建有人盗发银矿脉，相互斗杀，御史孙毓、福建参政宋彰、浙江参政俞士悦各自上言请求复开银场，九年闰七月命王质往福建、浙江重开银场，九月十四日中途至浙江杭州时病逝，享年五十三

## 家族
宋丞相王旦之後。祖父王祥。父王彦中，封監察御史。母趙氏，封太孺人。娶戚氏（1396年-1444年），封孺人，子三人：王循、王環、王健。